# Winnebago Deal
Winnebago Deal ist eine britische Rockband. Mitglieder sind Ben Perrier (Gitarre und Gesang) und Ben Thomas (Schlagzeug). Zusammen mit Nick Oliveri bildeten die beiden zwischen 2004 und 2006 auch die Band Mondo Generator. Ihre beiden Alben Dead Gone und Flight Of The Raven nahmen sie mit Jack Endino auf, der u. a. auch das Debütalbum von Nirvana produzierte.

## Diskografie

### Alben
- Plata O Plomo (2003)
- Dead Gone (2004)
- Flight Of The Raven (2006)
- Career Suicide (2010)

### Singles und EPs
- Manhunt (2003)
- George Dickel (2004)
- Cobra (2004)